# Perliodes
Perliodes is een geslacht van Phasmatodea uit de familie Pseudophasmatidae. De wetenschappelijke naam van dit geslacht is voor het eerst geldig gepubliceerd in 1906 door Redtenbacher.

## Soorten
Het geslacht Perliodes omvat de volgende soorten:
- Perliodes affinis Redtenbacher, 1906
- Perliodes dubius (Piza, 1937)
- Perliodes grisescens Redtenbacher, 1906
- Perliodes nigrogranulosus Redtenbacher, 1906
- Perliodes sexmaculatus Redtenbacher, 1906